# 马尔斯费尔德
马尔斯费尔德是德国黑森州的一个市镇。总面积34.49平方公里，总人口4049人，其中男性2046人，女性2003人（2011年12月31日），人口密度117人/平方公里。